# 小行星1250
小行星1250（1250 Galanthus）是一颗绕太阳运转的小行星，为主小行星带小行星。该小行星于1933年1月25日发现。
該小行星以雪花蓮命名。

## 轨道参数
小行星1250的轨道半长轴为2.5538925 AU，离心率为0.27。